# Wanted: Dead or Alive
Wanted: Dead or Alive é uma série de TV estadunidense do gênero western, exibida pelo canal CBS no período de 1958 a 1961. Criada por Thomas Carr, a série derivou (spin-off) de uma outra, Trackdown (1957-1959), estrelada por Robert Culp (que fazia um patrulheiro do Texas). Filmada em preto-e-branco, com episódios de 26 minutos, dentre os roteiristas havia Samuel A. Peeples e Charles Beaumont. A série tornou conhecido o futuro astro de cinema dos anos 60, Steve McQueen.

## Elenco principal
- Steve McQueen... Josh Randall

## Sinopse
Josh Randall é um caçador de recompensas, que as vezes age com bom coração. Ele ajuda seus prisioneiros no caso de falsas acusações, por exemplo. Sua arma preferida é uma espingarda curta Winchester especial ("Mare's Leg"), que carrega como um revólver, num coldre amarrado na perna. Randall foi ex-combatente confederado da Guerra Civil.

## Curiosidades
Em 1987 foi feito o filme Wanted: Dead or Alive, com  Rutger Hauer como Nick Randall, o neto de Josh Randall.

## Episódios

### Primeira Temporada (1958-1959)
1  : The Martin Poster
   2  : Fatal Memory
   3  : The Bounty
   4  : Dead End
   5  : Shawnee Bill
   6  : The Giveaway Gun
   7  : Ransom for a Nun
   8  : Miracle at Pot Hole
   9  : The Fourth Headstone
  10  : Til Death Do Us Part
  11  : The Favor
  12  : Ricochet
  13  : Sheriff of Red Rock
  14  : Die by the Gun
  15  : Rawhide Breed
  16  : Eight Cent Reward
  17  : Drop to Drink
  18  : Rope Law
  19  : Six-Up to Bannach
  20  : The Spur
  21  : Reunion for Revenge
  22  : Competition
  23  : Call Your Shot
  24  : Secret Ballot
  25  : The Corner
  26  : Eager Man
  27  : The Legend
  28  : Railroaded
  29  : Double Fee
  30  : The Kovack Affair
  31  : Bounty for a Bride
  32  : Crossroads
  33  : Angels of Vengeance
  34  : Littlest Client
  35  : The Conquerers
  36  : Amos Carter

### Segunda Temporada (1959-1960)
37  : Montana Kid
  38  : The Healing Woman
  39  : The Matchmaker
  40  : Breakout
  41  : Estralita
  42  : The Hostage
  43  : The Empty Cell
  44  : Bad Gun
  45  : The Tyrant
  46  : Reckless
  47  : Desert Seed
  48  : Twelve Hours to Crazy Horse
  49  : No Trail Back
  50  : Man on Horseback
  51  : Chain Gang
  52  : Vanishing Act
  53  : Mental Lapse
  54  : Angela
  55  : The Monster
  56  : The Most Beautiful Woman
  57  : Jason
  58  : The Partners
  59  : Tolliver Bender
  60  : A House Divided
  61  : Triple Vice
  62  : Black Belt
  63  : The Pariah
  64  : Vendetta
  65  : Death Divided by Three
  66  : The Inheritance
  67  : Prison Trail
  68  : Pay-Off at Pinto

### Terceira Temporada (1960-1961)
69  : The Trial
  70  : The Cure
  71  : Journey for Josh
  72  : The Looters
  73  : The Twain Shall Meet
  74  : The Showdown
  75  : Surprise Witness
  76  : To the Victor
  77  : Criss-Cross
  78  : The Medicine Man
  79  : One Mother Too Many
  80  : The Choice
  81  : Three for One
  82  : Witch Woman
  83  : Baa-Baa
  84  : The Last Retreat
  85  : Bounty on Josh
  86  : Hero in the Dust
  87  : Epitaph
  88  : The Voice of Silence
  89  : El Gato
  90  : Detour
  91  : Monday Morning
  92  : The Long Search
  93  : Dead Reckoning
  94  : Barney's Bounty